# Лебединецька сільська рада
Лебединецька сільська рада — колишня адміністративно-територіальна одиниця та орган місцевого самоврядування у Вчорайшенському (Бровківському), Ружинському, Андрушівському і Попільнянському районах Бердичівської округи, Київської й Житомирської областей Української РСР та України з адміністративним центром у с. Лебединці.

## Населені пункти
Сільській раді були підпорядковані населені пункти:
- с. Лебединці

## Населення
Відповідно до перепису населення СРСР, станом на 17 грудня 1926 року, чисельність населення ради становила 2 165 осіб, з них, за статтю: чоловіків — 1 067, жінок — 1 098; етнічний склад: українців — 2 080, росіян — 15, поляків — 70. Кількість господарств — 479, з них, несільського типу — 6.
Відповідно до результатів перепису населення СРСР, кількість населення ради, станом на 12 січня 1989 року, становила 581 особу.
Станом на 5 грудня 2001 року, відповідно до перепису населення України, кількість мешканців сільської ради становила 436 осіб.

## Склад ради
Рада складалася з 12 депутатів та голови.

### Керівний склад сільської ради
| ПІБ                        | Основні відомості                                                                                   | Дата обрання | Дата звільнення |
| -------------------------- | --------------------------------------------------------------------------------------------------- | ------------ | --------------- |
| Франчук Олена Леонідівна   | Сільський голова , 1966 року народження, освіта, член Української Народної Партії                   | 26.03.2006   | 31.10.2010      |
| Троценко Антон Миколайович | Сільський голова , 1957 року народження, освіта вища, член Всеукраїнського об'єднання «Батьківщина» | 31.10.2010   |                 |

Примітка: таблиця складена за даними джерела

## Історія
Створена 1923 року в с. Лебединці Малочорнявської волості Бердичівського повіту Київської губернії. На 17 грудня 1926 року в підпорядкуванні ради значилися хутір Церковний Ліс та лісові сторожки Дубина і Сливинщина. Станом на 1 жовтня 1941 року х. Церковний Ліс та лісові сторожки Дубина і Сливинщина не перебували на обліку населених пунктів.
Станом на 1 вересня 1946 року сільська рада входила до складу Андрушівського району Житомирської області, на обліку в раді перебували с. Лебединці та х. Грушки.
На 1 березня 1961 року х. Грушки не значився на обліку населених пунктів.
На 1 січня 1972 року сільська рада входила до складу Андрушівського району Житомирської області, на обліку в раді перебувало с. Лебединці.
Виключена з облікових даних 17 липня 2020 року. Територію та населені пункти ради, відповідно до розпорядження Кабінету Міністрів України № 711-р від 12 червня 2020 року «Про визначення адміністративних центрів та затвердження територій територіальних громад Житомирської області», включено до складу Андрушівської міської територіальної громади Бердичівського району Житомирської області.
Входила до складу Вчорайшенського (Бровківського, 7.03.1923 р.), Ружинського (5.02.1931 р.), Андрушівського (20.05.1934 р., 4.01.1965 р.) та Попільнянського (30.12.1962 р.) районів.